# Nunzio Coffaro
Nunzio Coffaro (29 de noviembre de 1975 en Maracay, Venezuela) es un conocido piloto de automovilismo. Forma parte de la   selección del Team Azimut coronándose (mejor piloto de Rally Cross Country categoría T1.1 FIA 2013).

## Trayectoria deportiva

### Nacimiento e infancia
Nunzio Coffaro nació el 29 de noviembre de 1975 en la ciudad de Maracay, Estado Aragua, Venezuela en el seno de una familia de tradición italiana.

### Comienzos
A los 17 años entró a la universidad de Oriente, estudiando Ingeniería Mecánica y alternándola con muchos hobbys como el submarinismo, aeromodelismo y montañismo entre otros deportes extremos.

### Carrera nacional
Participa en eventos a nivel nacional como el Campeonato Nacional Fun Race y el AWA 4X4 en el cual logra el tercer lugar en el año 2005.

### Carrera internacional
Participa en los eventos más importantes del mundo Off-Road a nivel internacional como lo son el Outback Challenge y el Cliffhanger Challenge de Australia, Los Andes Challenge de Ecuador, Rainforest Challenge de Malasia y Desafío Kumba 13 Trochas de Colombia, nuevamente al lograr perfeccionar las técnicas de conducción y rescate del vehículo para superar las dificultades de estos eventos, lo lleva a incursionar en el Rally Cross Country en el año 2009 en la carrera “Rally El Valle 600” de Colombia donde comienza una escalada hacia un sueño a prepararse para esta la más dura de las competencias todo terreno del mundo, el Rally Dakar, pasando por el Rally Dos Sertoes de Brasil, a principios del año 2009 se retira de la industria petrolera para abocarse a su nueva profesión como Piloto Profesional en la especialidad de Rally Cross Country,  asiste de espectador siguiendo en su totalidad el recorrido del Rally Dakar 2010 para preparar todo lo que necesitaría, en el 2011 asiste a un entrenamiento y clases de conducción en dunas y desiertos en Marruecos. El Rally Dakar, en el que en el año 2012 toda esta preparación da sus frutos ya que se corona como campeón en la categoría T1.2, durante este mismo año participa en diferentes competencias en las modalidades de Rally y Challenge, para el 2013 comienza el año participando nuevamente en el Rally Dakar esta vez en la categoría T1.2 con una Toyota Hilux prototipo desarrollada y construida por Toyota Motorsports, termina en la posición Nro. 20 de la tabla general a pesar de haber sufrido un volcamiento en la última etapa del Rally, sin embargo esto no lo desanima a participar en la copa del mundo de este mismo año donde lograría el campeonato de la categoría T1.1 y obteniendo el reconocimiento como piloto prioritario FIA.

## Vida personal
Realizó estudios de primaria y secundaria en el colegio Salesiano Pio XII de la ciudad de Puerto La Cruz, Estado Anzoátegui de la República Bolivariana de Venezuela.
Realizó estudios universitarios en la UDO (Universidad de Oriente).

## Resultados

### Rally Dakar
| Año     | Categoría | Vehículo | Posición | Etapas |
| ------- | --------- | -------- | -------- | ------ |
| 2012    | Coches    | Toyota   | 38.º     | -      |
| 2013    | Coches    | Toyota   | 20.º     | -      |
| 2016    | Coches    | Toyota   | 31.º     | -      |
| Fuente: |           |          |          |        |

## Palmarés
- 2005: 3° lugar en el Adventure AWA 4X4 Challenge.
- 2006: Participación en válidas Adventure AWA 4X4 y Fun Race.
- 2008: Participación en Outback Challenge.
- 2009: 2.º en Outback Extreme 4x4 Challenge.
- 2011: Héroes del Orinoco, Colombia (Nunzio Coffaro/Adolf Maier)
- 2011 1.º del Mud Rally Raid, Colombia. (Nunzio Coffaro/Adolf Maier
- Campeones en la categoría T1.2 Rally Dakar de 2012, Argentina, Chile, Perú. (Nunzio Coffaro/Daniel Meneses)
- 2012: Cliffhanger Challenge / Rally Australasian, Australia. (Nunzio Coffaro/Daniel Meneses)
- Rainforest Challenge, Malasia. (Nunzio Coffaro/Adolf Maier)
- 2013: 6.° lugar en categoría T1.1 y 8° en la general el 14/03/2013.
- Catar 2013, 1.° lugar en categoría T1.1 y 3° en la general el 21/04/2013.
- España 2013, 1.° lugar en categoría T1.1 y 5° en la general el 19/07/2013. * Hungría 2013, 1.° lugar en categoría T1.1 y 3° en la general el 15/08/2013.
- Polonia 2013, 5.° lugar en categoría T1.1 y 5.° en la general el 29/08/2013. * Colombia 2014, 1° lugar categoría Challenge y 1° en la general el 15-18/08/14 (Nunzio Coffaro/Adolf Maier)
- 2017: Wild Dog Winch Challenge, Australia 30 de junio de 2017
- Catar 2023: 21/04/2023